# Gumersindo Robayna

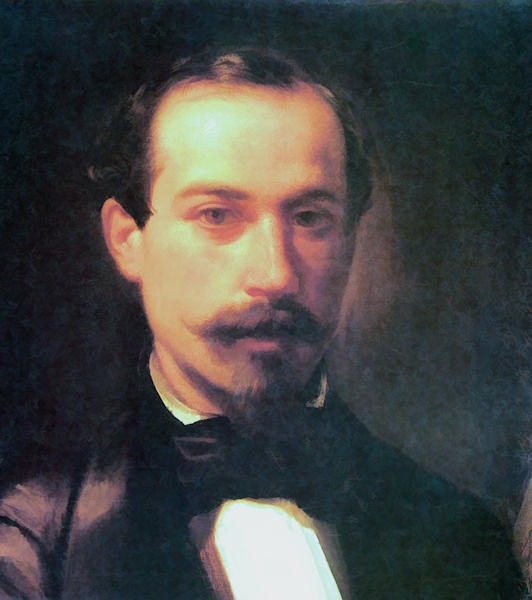
Retrato de Gumersindo Robayna por su discípulo Manuel González Méndez. Colección particular, Santa Cruz de Tenerife

Gumersindo Robayna y Lazo (Santa Cruz de Tenerife, 13 de enero de 1829-ídem, 15 de septiembre de 1898) fue un pintor español, académico de la Real Academia Canaria de Bellas Artes desde 1855, y profesor de la Escuela Municipal de Dibujo (institución que sustituye a la Academia por su cierre) desde 1880. Destacó en la pintura de historia, además de cultivar otros géneros, como la pintura religiosa, la decorativa y el retrato.
Estudió en la Escuela de Dibujo de la Junta de Comercio con Lorenzo Pastor y Castro y amplió su aprendizaje en París con Emile Lassalle y Garnier, en Madrid con Eugenio Lucas Padilla y en Sevilla con Antonio Cabral Bejarano. En 1854 vuelve a su isla natal, donde presenta su obra Desembarco de Alonso Fernández de Lugo en la playa de Añaza para iniciar la conquista de Tenerife.
Fue padre del también pintor Teodomiro Robayna.

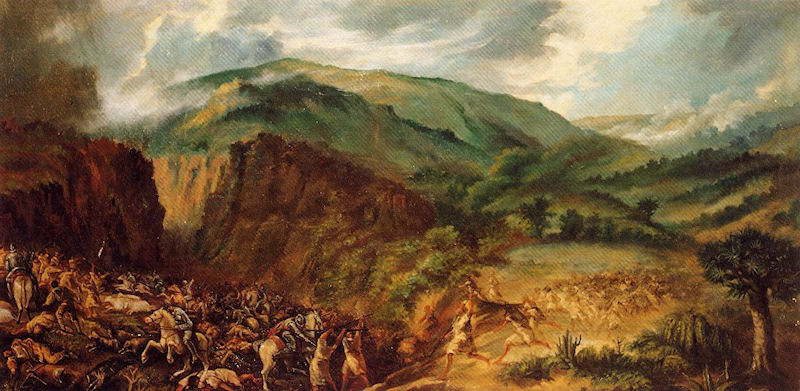
La matanza de Acentejo, óleo sobre lienzo, 68 x 36 cm, Santa Cruz de Tenerife, Museo Municipal de Bellas Artes